# Extraño en su pueblo
Extraño en su pueblo é uma telenovela mexicana, produzida pela Televisa e exibida em 1974 pelo El Canal de las Estrellas.

## Elenco
- Rodolfo de Anda - Andrés Pereira
- Helena Rojo - Isaura
- Blanca Sánchez - Vanesa
- José Gálvez - Gaspar
- Aarón Hernán - Dr. Clarke
- Héctor Bonilla - Jaime
- Lucy Gallardo - Juana
- Claudia Martell - Graciela
- Rosalba Brambila - Luly
- Sergio Jiménez - Dr. Pinheiro
- Rosario Gálvez - Irene
- Enzo Bellomo - Raúl Queiroz
- Gladys Vivas - Estela Da Silva
- Martha Patricia - Martha
- Daniel Santalucía - Alberto